# Mohamed Abozekry
Mohamed Abozekry (* 1991) ist ein ägyptischer Musiker (Oud, Komposition), der vor allem im World Jazz hervorgetreten ist.

## Leben und Wirken
Abozekry erhielt im Alter von elf Jahren ersten Unterricht bei seinem Onkel, einem Amateurmusiker, um dann beim irakischen Oud-Meister Naseer Shamma am Oud-Haus in Kairo weiteren Unterricht zu erhalten und bereits mit 15 Jahren sein Diplom als Solist und lizenzierter Ausbilder zu erhalten. 2009 gewann er den ersten Platz beim Internationalen Oud-Wettbewerb in Damaskus. Dann absolvierte er ein Studium der Musikwissenschaften an der Universität von Lyon in Frankreich. In diesem Studium beschäftigte er sich nicht nur mit der Theorie und Geschichte der westlichen Musik ein, sondern lernte auch den Latin Jazz, den Gypsy Jazz und indische Musik kennen.
Mit seinem Projekt Heejaz hat Abozekry 2013 sein Debütalbum Chaos veröffentlicht, dem 2015 Ring Road folgte. Karkadé ist Abozekrys zweites Ensemble, mit dem er einen traditionelleren ägyptischen Musikstil pflegt und 2016 ein gleichnamiges Album vorlegte.  Mit Abdallah Abozekry (Saz) und Nicolas Thé (Schlagzeug) bildete er das Trio Abozekry, das 2018 das Album Don’t Replace Me by a Machine veröffentlichte. Als Solist und mit seinen Projekten ist Abozekry in verschiedenen Teilen der Welt aufgetreten, darunter in Mitteleuropa, im Maghreb dem Nahen Osten, Nordamerika, Pakistan, Venezuela, Peru und Bolivien. Er ist auch in dem Film Far from Nile dokumentiert.
Abozekry komponierte auch Filmmusiken für Filme wie 18 Days. Er ist auch auf Alben von EYM Trio, Ahmed Nazmi, Al-Qasar und Sophie Alour zu hören.